# Peter Tschentscher
Peter Tschentscher (født 20. januar 1966 i Bremen, ) er en tysk læge og politiker (SPD) og borgmester i Hamborg

## Politisk karriere
Tschentscher har været medlem af SPD siden 1989 og var formand for SPD-distriktsforeningen Hamburg-Nord fra 2007 til 2018.
Han har været medlem af Bürgerschaft ("borgerskabet") siden februar 2008.